# Wir (Fernsehserie)
Wir (Eigenschreibweise WIR) ist eine deutsche Fernsehserie. Die Ensembleserie wurde von Sandra Stöckmann, Gesa Scheibner, Sabina Gröner und Julia Penner entwickelt und handelt von einer Gruppe Mittdreißiger aus Teltow mit ihren teils erfüllten, teils unerfüllten Träumen und Lebensentwürfen. Jede der bisher vier Staffeln beleuchtet in 12 Folgen das Leben eines Paares oder einer Person aus dem Freundeskreis. Die übrigen Personen treten jeweils als Nebenfiguren auf. Die Serie bestehend aus etwa 20-minütigen Folgen hatte ihre Premiere am 15. Oktober 2021 bei ZDFneo. Eine zweite Staffel wurde im Dezember 2021 gezeigt, eine dritte im Januar 2023. Die vierte Staffel lief im September 2023.
Die erste Staffel dreht sich um die beiden Freundinnen Helena und Annika, die zweite Staffel um das Paar Emre und Katha. Die dritte Staffel konzentriert sich auf die Familie von Maik und Linh, die vierte auf Tayo, Ex-Freund von Helena, und seinen Bruder.

## Handlung

### Staffel 1
Auf der Geburtstagsfeier von Maik in Teltow treffen sich einige Freundinnen und Freunde nach zum Teil langer Zeit wieder. Auch Helena, angehende Grundschulrektorin, die mit Tayo liiert ist, und Annika aus Hamburg, die damals weggegangen ist und in Hamburg als Architektin arbeitet, treffen aufeinander. Die beiden Frauen waren früher ein Liebespaar, was den anderen aber bis heute verborgen geblieben ist. Als alte Gefühle wieder hochkommen und die beiden sich wieder zueinander hingezogen fühlen, kommt es zu Auseinandersetzungen in der Gruppe und alte Wunden reißen wieder auf. Annika, die an zunächst uneingestandenem Burn-out leidet, reibt sich zwischen ihrer Karriere in einem erfolgreichen Architekturbüro und ihrer Heimat auf, wo sie zudem für ihren Bruder Maik die Bauleitung beim Wiederaufbau der Familiengärtnerei übernimmt. Helena fühlt sich hin- und hergerissen zwischen Tayo, der ihr in der Zwischenzeit einen Heiratsantrag macht, ihrer Tätigkeit an der Schule und der Aussicht auf eine Zukunft mit Annika. Schließlich entscheiden sich die beiden Frauen füreinander.

### Staffel 2
Emre und Mel haben eine gemeinsame Tochter namens Pinar, sind jedoch als Paar getrennt. Nach ihrem Scheidungstermin fällt Emre in ein tiefes Loch, aus dem seine Freunde ihn mit einem Jungsabend vergeblich versuchen herauszuholen. Bei einer nächtlichen Aktion an der Grundschule, an der Emre als Lehrer arbeitet, werden sie von der Feuerwehr erwischt. Dabei lernt Emre Katha kennen, die als Brandmeisterin arbeitet. Später verlieben sich die beiden ineinander. Doch ihnen stehen ihre problematischen Familienverhältnisse im Wege. Zwar hat Katha keine Probleme, dass Emre eine Tochter hat, doch sie selbst hat Angst sich zu binden. Sie überwindet ihre Bedenken und als sie Emres Tochter kennenlernt, verstehen sie sich nach anfänglichen Schwierigkeiten auch gut. Doch Mel lehnt ihre Nachfolgerin ab, was die beiden aber in einem Gespräch klären können. Als Katha jedoch feststellt, dass sie in Emres Leben nach seiner Tochter immer nur die zweite Geige spielen würde, beendet sie zunächst die Beziehung, versöhnt sich aber mit Emre und bleibt mit ihm zusammen.

### Staffel 3
Maik und Linh sind seit 10 Jahren verheiratet und haben zwei gemeinsame Kinder. Seit geraumer Zeit fühlt sich Linh gefangen in der Routine zwischen der Arbeit in der Gärtnerei, Haushalt und Familie. Maik dagegen hat vor lauter Arbeit kaum Zeit. Ihm machen die Planung eines Online-Shops, eine kaputte Bewässerungsanlage sowie schlechte Blumenernte Probleme. Als Linh nach Berlin muss, um sich nicht nur um ihre Mutter zu kümmern, die einen Unfall hatte, sondern auch um deren vietnamesischen Imbiss, trifft sie auf ihre alte Schulfreundin My und deren Cousin Huy, einen aufstrebenden Pop-Sänger, mit dem sie früher immer Musik gemacht hatte. Linh entdeckt ihre alte Leidenschaft des Songwritings und Singens wieder, die sie damals zugunsten des Lebens mit Maik aufgegeben hatte. Zudem wird sie von Huy heftig umworben. Maik reagiert eifersüchtig. Als er Huy und Linh dann noch in einer missverständlichen Situation sieht und es zudem negative Bewertungen für seinen Onlineshop hagelt, betrinkt er sich mit Freunden und landet mit einer Zufallsbekanntschaft im Bett. Er beichtet es Linh, die tief verletzt reagiert und mit den Kindern zu ihrer Mutter fährt. Nachdem sie die Annäherungsversuche von Huy zunächst abwehrt, schläft sie schließlich doch mit ihm. Auch sie erzählt Maik davon und die beiden geraten in heftigen Streit. Ihre Beziehung steht auf der Kippe. Doch am Ende versöhnen sie sich, auch weil Maik klar wird, dass Linh ihren Freiraum braucht und wieder an ihrer Musik arbeiten will.

### Staffel 4
Tayo möchte mit finanzieller sowie handwerklicher Hilfe seiner Freunde aus seinem Haus ein Bed and Breakfast machen. Da taucht sein Bruder Alfa auf, zu dem Tayo seit zwei Jahren keinen Kontakt mehr hatte und der einen Unterschlupf braucht. Alfa ist spielsüchtig und hat dafür sowohl das Kapital seines Startups als auch Fördergelder für ein Theaterprojekt seiner Ex-Freundin Sona verbraucht. Widerwillig stimmt Alfa einer Sucht- und Schuldnerberatung zu. Gegen den ausdrücklichen Rat der Therapeutin übernimmt Tayo einen Teil der Schulden seines Bruders und nimmt dafür, ohne etwas zu sagen, das von seinen Freunden finanzierte Kapital für das B&B. Zudem greift er Sona bei ihrem Projekt unter die Arme und reibt sich zwischen der Verantwortung für Alfa, dem Theaterprojekt und der Verpflichtung beim Umbau seines Hauses auf. Ein lang vergrabenes Trauma wegen eines früh verstorbenen Bruders tut sein Übriges. Tayos Freunde, die nichts von Alfas Sucht wissen, fühlen sich allein gelassen. Alfa wird zudem immer wieder rückfällig. Schließlich kommt es zu einer emotionalen Aussprache der Freunde, in deren Verlauf die Wahrheit ans Licht kommt. Dann verliebt sich Tayo in Sona, was Alfa ihm übelnimmt. Alfa verliert seinen Lebensmut und will sich das Leben nehmen, doch Tayo kann ihn davon abbringen. Die Brüder raufen sich zusammen, Alfa geht in stationäre Therapie und das B&B wird eröffnet. Ob Tayo und Sona ein Paar werden, bleibt offen.

## Hintergrund
Die erste Staffel der Serie wurde vom 17. Mai 2021 bis zum 30. Juli 2021 in Teltow und Umgebung gedreht, die zweite Staffel vom 24. August 2021 bis zum 28. Oktober 2021. Die Dreharbeiten der dritten Staffel fanden vom 19. Juli 2022 bis zum 23. September 2022 in Berlin, Teltow und Umgebung statt, die der vierten Staffel vom 14. März 2023 bis zum 2. Juni 2023.

## Besetzung
| Rolle              | Schauspieler             | Staffeln |
| ------------------ | ------------------------ | -------- |
| Helena Kwiatkowski | Katharina Nesytowa       | 1–4      |
| Annika Baer        | Eva Maria Jost           | 1–4      |
| Maik Baer          | Lorris Andre Blazejewski | 1–4      |
| Linh Baer          | Le-Thanh Ho              | 1–4      |
| Emre Karagöz       | Erol Afşin               | 1–4      |
| Mel Nowak          | Natalia Rudziewicz       | 1–3      |
| Tayo Schulte       | Malick Bauer             | 1–4      |
| Katha Meierhöfer   | Bineta Hansen            | 2–4      |
| Nils Schönborn     | Peter Becker             | 2–4      |
| Pinar Karagöz      | Greta Kasalo             | 2–4      |
| Ute Baer           | Eva Medusa Gühne         | 2        |
| Tom                | Matti Schmidt-Schaller   | 2        |
| Omar               | Tamer Arslan             | 2        |
| Sascha             | Gerdy Zint               | 2        |
| Marita             | Julia Blankenburg        | 3        |
| Timi               | Khiem Nguyen             | 3–4      |
| Luca               | Hang Nhi Nguyen          | 3–4      |
| My                 | Trang Le Hong            | 3        |
| Huy                | Vu Dinh                  | 3        |
| Nhung              | Mai-Phuong Kollath       | 3        |
| Tobi               | Till Butterbach          | 3        |
| Saskia             | Maren Kling              | 3        |
| Alfa               | Nyamandi Adrian          | 4        |
| Sona               | Cynthia Micas            | 4        |
| Viola Freymann     | Corinna Nilson           | 4        |
| Herr Pfeiffer      | Patrick von Blume        | 4        |
| Lutz               | Christoph Grunert        | 4        |
| Adanna             | Robin Gooch              | 4        |

## Episodenliste

### Staffel 1
| Nr. (ges.) | Nr. (St.) | Originaltitel      | Erstausstrahlung Deutschland | Regie         | Drehbuch                 |
| ---------- | --------- | ------------------ | ---------------------------- | ------------- | ------------------------ |
| 1          | 1         | Zeiteier           | 15. Okt. 2021                | Ester Amrami  | Sandra Stöckmann         |
| 2          | 2         | Kriegerin          | 15. Okt. 2021                | Ester Amrami  | Sabina Gröner            |
| 3          | 3         | GöGa               | 15. Okt. 2021                | Ester Amrami  | Sabina Gröner            |
| 4          | 4         | Gewitter           | 15. Okt. 2021                | Ester Amrami  | Sandra Stöckmann         |
| 5          | 5         | Der Campingausflug | 5. Nov. 2021                 | Kerstin Polte | Gesa Scheibner           |
| 6          | 6         | Wunderschön        | 5. Nov. 2021                 | Kerstin Polte | Silvia Overath           |
| 7          | 7         | Feenstaub          | 5. Nov. 2021                 | Kerstin Polte | Jasmina Wesolowski       |
| 8          | 8         | Flugmodus          | 5. Nov. 2021                 | Kerstin Polte | Mo Jäger & Melissa Jäger |
| 9          | 9         | Testphase          | 12. Nov. 2021                | Chris Miera   | Melissa Jäger            |
| 10         | 10        | Kürbiskönigin      | 19. Nov. 2021                | Chris Miera   | Sabina Gröner            |
| 11         | 11        | BAMBAMBAM          | 26. Nov. 2021                | Chris Miera   | Mo Jäger                 |
| 12         | 12        | Teltow             | 3. Dez. 2021                 | Chris Miera   | Sandra Stöckmann         |

### Staffel 2
| Nr. (ges.) | Nr. (St.) | Originaltitel            | Erstausstrahlung Deutschland | Regie        | Drehbuch         |
| ---------- | --------- | ------------------------ | ---------------------------- | ------------ | ---------------- |
| 13         | 1         | Emre                     | 3. Dez. 2021                 | Axel Ranisch | Gesa Scheibner   |
| 14         | 2         | Zauberer und Zombies     | 3. Dez. 2021                 | Axel Ranisch | Sandra Stöckmann |
| 15         | 3         | Weihnachtsengel          | 10. Dez. 2021                | Axel Ranisch | Sandra Stöckmann |
| 16         | 4         | Familiengeheimnisse      | 17. Dez. 2021                | Axel Ranisch | Gesa Scheibner   |
| 17         | 5         | Fest der Liebe (Teil 1)  | 23. Dez. 2021                | Ozan Mermer  | Sandra Stöckmann |
| 18         | 6         | Fest der Liebe (Teil 2)  | 23. Dez. 2021                | Ozan Mermer  | Sandra Stöckmann |
| 19         | 7         | Silvester                | 31. Dez. 2021                | Ozan Mermer  | Sandra Stöckmann |
| 20         | 8         | Schmetterlinge im Januar | 14. Jan. 2022                | Ozan Mermer  | Sandra Stöckmann |
| 21         | 9         | Mel                      | 21. Jan. 2022                | Luzie Losse  | Sandra Stöckmann |
| 22         | 10        | Joker                    | 28. Jan. 2022                | Luzie Losse  | Sandra Stöckmann |
| 23         | 11        | Ausbruch                 | 4. Feb. 2022                 | Luzie Losse  | Sandra Stöckmann |
| 24         | 12        | Kalte Wasser             | 11. Feb. 2022                | Luzie Losse  | Sandra Stöckmann |

### Staffel 3
| Nr. (ges.) | Nr. (St.) | Originaltitel     | Erstausstrahlung Deutschland | Regie                  | Drehbuch              |
| ---------- | --------- | ----------------- | ---------------------------- | ---------------------- | --------------------- |
| 25         | 1         | XOXO              | 16. Jan. 2023                | Duc Ngo Ngoc           | Sandra Stöckmann      |
| 26         | 2         | Super Leben       | 16. Jan. 2023                | Duc Ngo Ngoc           | Silvia Overath        |
| 27         | 3         | Große Pläne       | 16. Jan. 2023                | Duc Ngo Ngoc           | Gesa Scheibner        |
| 28         | 4         | Eifersucht        | 16. Jan. 2023                | Duc Ngo Ngoc           | Gesa Scheibner        |
| 29         | 5         | Feiern!           | 16. Jan. 2023                | Athanasios Karanikolas | Julia Penner          |
| 30         | 6         | Spiele?           | 16. Jan. 2023                | Athanasios Karanikolas | Melissa Isabell Jäger |
| 31         | 7         | Jeder gegen Jeden | 16. Jan. 2023                | Athanasios Karanikolas | Christian Brecht      |
| 32         | 8         | Kontrollverlust   | 16. Jan. 2023                | Athanasios Karanikolas | Gesa Scheibner        |
| 33         | 9         | Die neue Linh     | 16. Jan. 2023                | Pia Hellenthal         | Mo Jäger              |
| 34         | 10        | Wouldn'it be nice | 16. Jan. 2023                | Pia Hellenthal         | Christian Brecht      |
| 35         | 11        | Eskalation        | 16. Jan. 2023                | Pia Hellenthal         | Thuy Trang Nguyen     |
| 36         | 12        | Was willst du?    | 16. Jan. 2023                | Pia Hellenthal         | Sandra Stöckmann      |

### Staffel 4
| Nr. (ges.) | Nr. (St.) | Originaltitel        | Erstausstrahlung Deutschland | Regie                   | Drehbuch                 |
| ---------- | --------- | -------------------- | ---------------------------- | ----------------------- | ------------------------ |
| 37         | 1         | Das Projekt          | 20. Sep. 2023                | Nancy Mac Granaky-Quaye | Christoph Mushayija Rath |
| 38         | 2         | Vertrauen            | 20. Sep. 2023                | Nancy Mac Granaky-Quaye | Sarah Claire Wray        |
| 39         | 3         | Notlösung            | 20. Sep. 2023                | Nancy Mac Granaky-Quaye | Jonas Zimmermann         |
| 40         | 4         | Müll                 | 20. Sep. 2023                | Nancy Mac Granaky-Quaye | Jonas Zimmermann         |
| 41         | 5         | Bauchgefühl          | 20. Sep. 2023                | Christian Klandt        | Sarah Claire Wray        |
| 42         | 6         | Du bist mein Problem | 20. Sep. 2023                | Christian Klandt        | Jonas Zimmermann         |
| 43         | 7         | Leroy                | 20. Sep. 2023                | Christian Klandt        | Jasmina Wesolowski       |
| 44         | 8         | Unter Druck          | 20. Sep. 2023                | Christian Klandt        | Christoph Mushayija Rath |
| 45         | 9         | Geständnisse         | 20. Sep. 2023                | Maissa Lihedheb         | Laura Lucia Dabelstein   |
| 46         | 10        | Perspektiven         | 20. Sep. 2023                | Maissa Lihedheb         | Christoph Mushayija Rath |
| 47         | 11        | Teufelskreis         | 20. Sep. 2023                | Maissa Lihedheb         | Sophie Ayissi Nsegue     |
| 48         | 12        | Abschied             | 20. Sep. 2023                | Maissa Lihedheb         | Jasmina Wesolowski       |

## Kritiken
Die Serie erhielt gemischte bis positive Kritiken. Lena Reuters schreibt in der Süddeutschen Zeitung, sie habe „eine feinfühlige und vielschichtige Liebesgeschichte“ gesehen, die „durch das Spiel der überzeugenden Hauptdarstellerinnen Katharina Nesytowa und Eva Maria Jost eine echte Sogwirkung“ entwickle. Gleichwohl seien „manche Bilder [...] so schön ausgeleuchtet, dass es am Kitsch kratzt“. Auch Matthias Hannemann lobt in der Frankfurter Allgemeinen Zeitung die stimmige Besetzung. Die Grundkonstellation sei zwar „furchtbar banal“, doch „als Thirtysomething-Romanze mit einem Schuss Drama [gehe] Wir dennoch überraschend gut auf. Die kleine Geschichte [wolle] nämlich nicht mehr, als sie kann.“ Emeli Glaser konstatiert in der taz, die Serie bediene „in erster Linie die Instagram-Ästhetik“, jedoch stecke „die gemütliche Stimmung dieses Märchenwelt-Brandenburgs“ an. Die Story sei „mitreißend erzählt“ und schaffe es „gleichzeitig eine relativ traditionelle Story zu erzählen, sie aber um Progressives zu ergänzen.“

## Verweise
- Wir bei Fernsehserien.de
- Wir  bei crew united
- Wir bei IMDb